# Pomnik Adama Mickiewicza w Warszawie

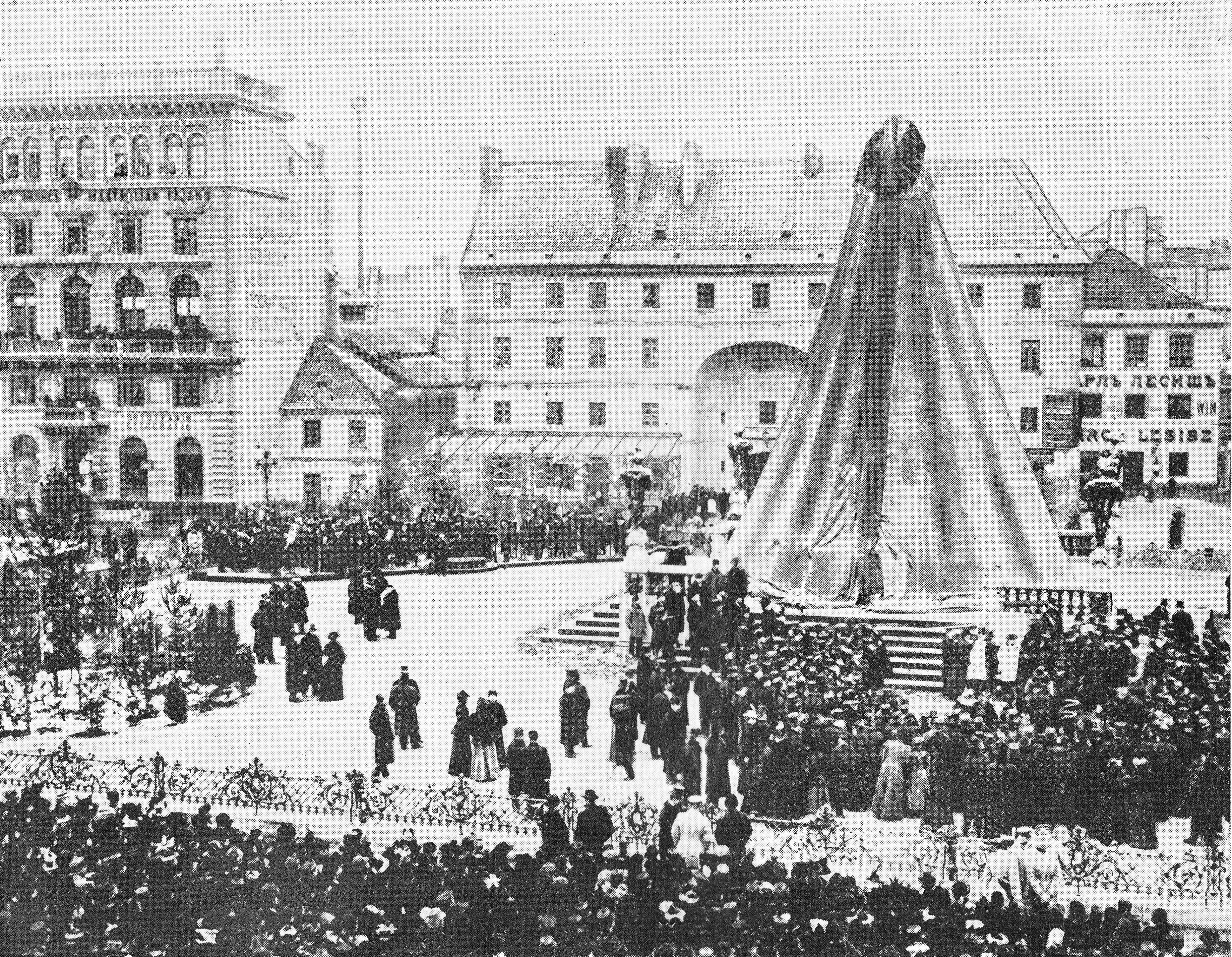
Ceremonia odsłonięcia monumentu w 1898

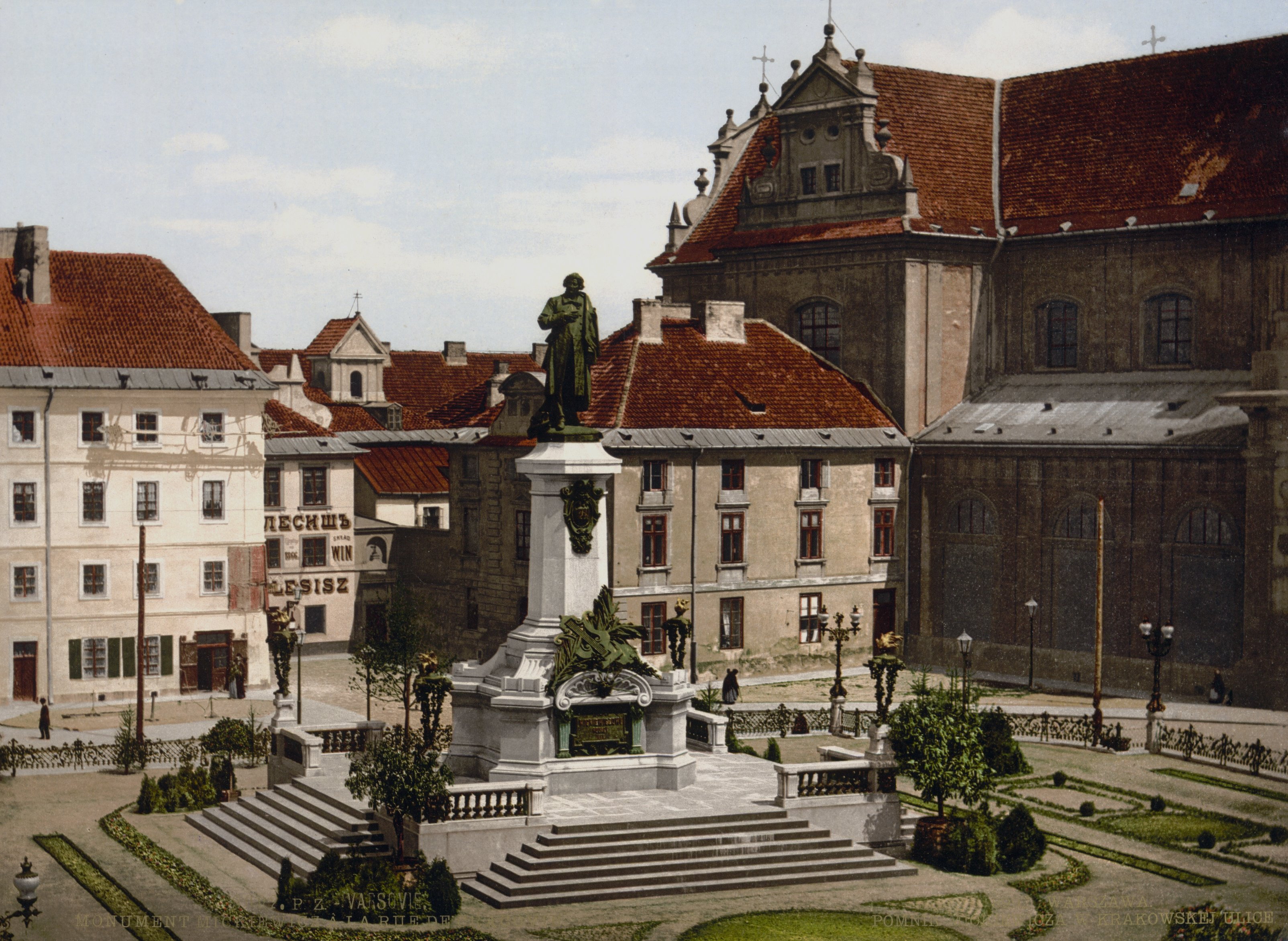
Pomnik ok. 1900

Pomnik Adama Mickiewicza – neoklasycystyczny monument Adama Mickiewicza znajdujący się przy ul. Krakowskie Przedmieście w Warszawie.
Pomnik, zaprojektowany przez Cypriana Godebskiego, został odsłonięty w stulecie urodzin poety 24 grudnia 1898.

## Historia
Pomnik Adama Mickiewicza w Warszawie wzniesiony został na placu powstałym z wyburzenia budynków na terenie dawnej jurydyki Dziekanka, w miejscu fontanny z 1866 roku (przeniesionej po 1906 roku na plac Bankowy). Sam pomnik, dłuta Cypriana Godebskiego, został wkomponowany w otoczenie przez Józefa Piusa Dziekońskiego i Władysława Marconiego.
Posąg o wysokości 4,5 metra został odlany we Włoszech. Kolumna i cokół pomnika zostały wykonane z granitu pochodzącego z kamieniołomów w Baveno w Piemoncie. W Warszawie zastosowano obydwie odmiany granitu baweńskiego: różową o budowie ziarnistej oraz szarą. W oprawie architektonicznej monumentu zwraca uwagę stopniowanie barw: od ciemnoszarych schodów wykonanych z granitu z Gniewania na Podolu, poprzez taras i cokół z granitu z Baveno, aż po jasnoszarą odmianę tego granitu w kolumnie.
Zaprojektowane przez Zenona Chrzanowskiego kunsztowne ogrodzenie pomnika w postaci kutej w żelazie kraty z motywami roślinnymi zostało wykonane w warszawskiej firmie S. Zielezińskiego. W narożnikach ogrodzenia ustawiono osiem dwuramiennych latarń.
Koszt realizacji monumentu wyniósł 200 tys. rubli.
Monument został odsłonięty 24 grudnia 1898, w setną rocznicę urodzin poety. Krótka uroczystość, w obecności policji i wojska, została ograniczona przez władze rosyjskie do poświęcenia pomnika. Zakazano przemówień, a w wydarzeniu mogły wziąć udział jedynie osoby zaproszone z biletami wstępu. Cenzura otrzymała polecenie ograniczenia do minimum wzmianek o uroczystości, a z wystaw obrazów i okien księgarń usunięto portrety Mickiewicza. Zaplanowana uroczystość miała trwać jedynie kwadrans. Rozpoczęła się utworem Stanisława Moniuszki, po którym nastąpiło odsłonięcie rzeźby. Po poświęceniu monumentu wystąpić miał Henryk Sienkiewicz, jednak z uwagi na nałożone restrykcje milczał przez całą uroczystość. Następnie orkiestra odegrała kolejny utwór Moniuszki, a zgromadzony tłum rozpoczął składanie kwiatów pod pomnikiem.
W październiku 1916 nazwę skwer Konstantynowski, na którym znajdował się monument, zmieniono na skwer Adama Mickiewicza.
W grudniu 1944, w trakcie burzenia Warszawy przez Niemców po upadku powstania warszawskiego, niemieccy żołnierze wysadzili pomnik w powietrze. Po wycofaniu się Niemców z Warszawy w styczniu 1945 zabezpieczono jego zachowane fragmenty leżące w ruinach. Fragment rzeźby przedstawiający głowę Mickiewicza został wyeksponowany na wystawie Warszawa oskarża w Muzeum Narodowym w Warszawie w maju 1945 jako przykład celowego niszczenia polskiej kultury przez Niemców. Podjęto też decyzję o odbudowie pomnika. Zachowane szczątki i przedwojenna dokumentacja posłużyły jako wzory do jego rekonstrukcji. Kopię odlewu wykonał Jan Szczepkowski przy współpracy Józefa Trenarowskiego. Odlew wykonała firma Braci Łopieńskich. Odtworzono także cokół i ogrodzenie. Monument został odsłonięty ponownie 28 stycznia 1950 przez Bolesława Bieruta na zakończenie jubileuszowego Roku Mickiewiczowskiego. W czasie rekonstrukcji pomnika nie przywrócono czterech zniczy, które znajdowały się w narożach balustrady u podnóża monumentu. Prace nad ich odtworzeniem rozpoczęły się w 1978. Znicze przywrócono w 1986.
30 stycznia 1968 pod pomnikiem miała miejsce manifestacja studencka przeciwko zdjęciu z afisza Teatru Narodowego w Warszawie Dziadów.

## Inne informacje
W Warszawie znajdują się jeszcze dwa pomniki Adama Mickiewicza. Autorem pierwszego jest Stanisław Horno-Popławski, a monument został odsłonięty w 1955 przy wejściu głównym do Pałacu Kultury i Nauki.